# Ebba Jungmark
Ebba Anna Jungmark (ur. 10 marca 1987) – szwedzka lekkoatletka specjalizująca się w skoku wzwyż.
Międzynarodową karierę zaczynała od dwunastego miejsca na mistrzostwach Europy juniorów w 2005 i piątej lokaty podczas juniorskiego czempionatu globu w 2006. W 2007 została brązową medalistką czempionatu Europy młodzieżowców oraz bez powodzenia startowała w mistrzostwach świata. Podczas kolejnej edycji młodzieżowych mistrzostw Europy w 2009 była piąta, a w 2010 na mistrzostwach Europy odpadła w eliminacjach. Pierwszy sukces w gronie seniorek odniosła w 2011 zdobywając w Paryżu brąz halowych mistrzostw Starego Kontynentu. Halowa wicemistrzyni świata z 2012. W 2013 zdobyła srebro na halowych mistrzostwach Europy. Stawała na podium mistrzostw Szwecji.
Rekordy życiowe: stadion – 1,94 (13 września 2011, Zagrzeb); hala – 1,96 (6 marca 2011, Paryż i 3 marca 2013, Göteborg).

## Osiągnięcia
| Rok  | Impreza                        | Miejsce   | Lokata            | Wynik |
| ---- | ------------------------------ | --------- | ----------------- | ----- |
| 2005 | Mistrzostwa Europy juniorów    | Kowno     | 12. miejsce       | 1,73  |
| 2006 | Mistrzostwa świata juniorów    | Pekin     | 5. miejsce        | 1,84  |
| 2007 | Młodzieżowe mistrzostwa Europy | Debreczyn | 3. miejsce        | 1,89  |
| 2007 | Mistrzostwa świata             | Osaka     | el. – 23. miejsce | 1,88  |
| 2009 | Młodzieżowe mistrzostwa Europy | Kowno     | 5. miejsce        | 1,86  |
| 2010 | Mistrzostwa Europy             | Barcelona | el. – 17. miejsce | 1,90  |
| 2011 | Halowe mistrzostwa Europy      | Paryż     | 3. miejsce        | 1,96  |
| 2011 | Mistrzostwa świata             | Taegu     | el. – 17. miejsce | 1,92  |
| 2012 | Halowe mistrzostwa świata      | Stambuł   | 2. miejsce        | 1,95  |
| 2012 | Mistrzostwa Europy             | Helsinki  | 10. miejsce       | 1,85  |
| 2012 | Igrzyska olimpijskie           | Londyn    | el. – 20. miejsce | 1,85  |
| 2013 | Halowe mistrzostwa Europy      | Göteborg  | 2. miejsce        | 1,96  |